# Multiplikativna funkcija
Multipliktívna fúnkcija je v teoriji števil aritmetična funkcija f(n), za katero je f(1) = 1, ter kadar sta a in b tuji števili velja:
{\displaystyle f(ab)=f(a)\,f(b)\!\,.}

## Zgledi
- enotska funkcija {\displaystyle \varepsilon (n)\,}
- Eulerjeva funkcija fi {\displaystyle \varphi (n)\,}
- Möbiusova funkcija {\displaystyle \mu (n)\,}
- število deliteljev {\displaystyle \operatorname {d} (n)\equiv \sigma _{0}(n)\,}
- največji skupni delitelj {\displaystyle \operatorname {D} (n,k)\,}
- Liouvillova funkcija {\displaystyle \lambda (n)\,}